# إدواردو فرنانديز (سياسي)
إدواردو فرنانديز (بالإسبانية: Eduardo Fernández) هو محامي وسياسي فنزويلي، ولد في 18 أكتوبر 1940. حزبياً، نشط في كوباي. وقد انتخب عضو مجلس نواب فنزويلا.